# Mara Manzan
Mara Manzan (née le 28 mai 1952 à São Paulo et morte le 13 novembre 2009 à Rio de Janeiro) est une actrice brésilienne.
Elle a tourné pour la télévision et le cinéma. Elle meurt à l’hôpital, emportée par un cancer du poumon.